# Pradědovo muzeum

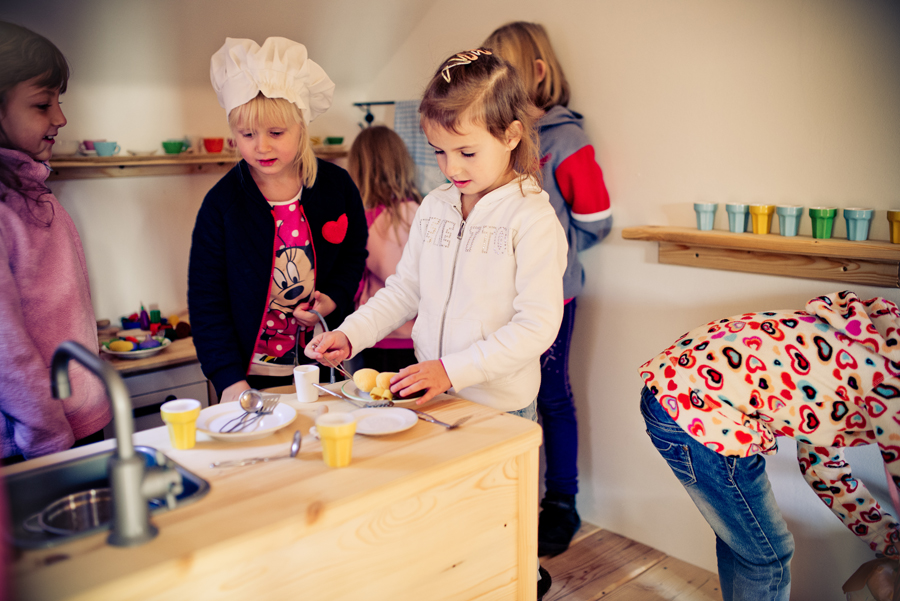
V hostinci U Krále Richarda se vaří výhradně regionální jídla

Pradědovo dětské muzeum sídlí v Bludově u Šumperka a bylo založeno v roce 2015 jako jedno z prvních dětských muzeí v Česku. Zakladatelé muzea se inspirovali v zahraničí, zejména v Rakousku a Švýcarsku v tzv. regionálních muzeích, které představují Alpy hravou a zábavnou formou. Muzeum založilo a provozuje sdružení Jeseníky přes hranici, pro které je tento projekt největším z doposud realizovaných projektů na podporu turistiky v Jeseníkách.

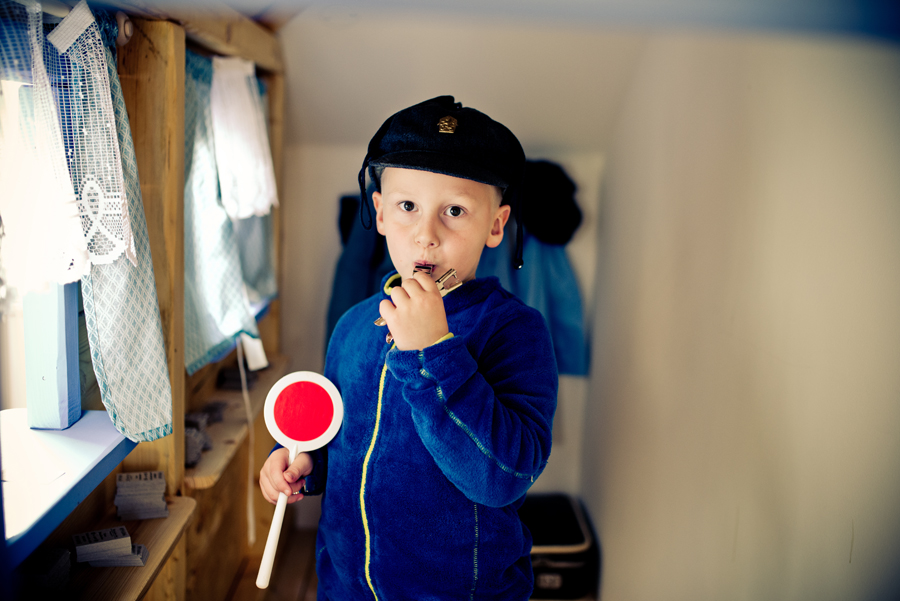
Děti si zahrají také na přednostu stanice Bílý potok známou z filmu Alois Nebel

Hlavní část tvoří expozice Pradědovo – dětská vesnička, která v šesti domečcích nabízí hry na řemesla a typická zaměstnání. Ve vesničce najdou návštěvníci mlýn, hostinec, hokynářství, domek bylinkářky, vlakové nádraží, domek dřevorubce. Dále je v muzeu k vidění expozice jesenických duchů a strašidel, expozice Chuť Jeseníků, která nabízí ochutnávku lokálních produktů a jídel dle tradičních receptur. Rodinná hra Praděde nezlob se, která hravou a naučnou formou nabízí hráčům putování na nejvyšší horu Moravy je zde v životní velikosti. Další zajímavou expozicí muzea jsou VIP osobnosti hor pod Pradědem.
Součástí areálu muzea je také velká zahrada v přírodním stylu dětského hřiště, která nabízí – mimo jiné – vodní hřiště i největší bubno-xylofon na světě.
Muzeum mimo stálých hravých a zábavných expozic nabízí celou řadu vzdělávacích akcí pro školní kolektivy o rodiny s dětmi. Pravidelně se zde konají rukodělné dílničky, oslavy svátků a významných dnů i jiné akce.
Pradědovo dětské muzeum bylo vybudováno s přispěním strukturálních fondů EU.